# 世界流浪動物日
世界流浪動物日（英語：World Stray Animals Day）定於4月4日。每年當日，世界各地一些國家地區的動保團體會舉辦各種相關活動（如流浪動物認養活動），以慶祝流浪動物日。這項紀念活動始於2010年的「第一屆荷蘭全國流浪動物會議」，宗旨是尊重全世界所有的流浪動物。選擇4月4日的原因是因為這天容易被記住，而且距離10月4日的「世界動物日」剛好半年。
世界流浪動物日的形象大使為西薩·米蘭。

## 另見
- 國際流浪動物日，8月的第三個星期六
- 世界動物日，10月4日

## 外部連結
- 世界流浪動物日的Facebook專頁（英文）